# Mesalina pasteuri
Mesalina pasteuri là một loài thằn lằn trong họ Lacertidae. Loài này được Bons mô tả khoa học đầu tiên năm 1960.